# Хюон
Хюон (на английски: Huon River) е река в Южна Австралия, остров Тасмания.
Реката извира от езеро Педдер. Влива се в проток Д’Антркасто. Дължината ѝ е 169 km.